# 985工程
世界一流大学建设项目，简称985工程，俗称“985”，是指中华人民共和国教育部原为了建设若干所世界一流大学和一批世界著名高水平研究型大学而实施的教育计划，此名来自于1998年5月時任中共中央總書記江澤民在北京大學百年校庆上提出的想法。最初入选985工程的高校有九所，称九校联盟。该工程至2010年第三批建设结束后共有39所高校入选，所有高校也均在211工程建设高校名单内。
2016年6月29日，教育部宣布原985工程文件成爲歷史文件，並表示將推出新的計畫建設新時期的高等教育，将“985工程”、“211工程”、“优势学科创新平台”、“特色重点学科建设”等计划纳入“世界一流大学和一流学科建设”。

## 历史
1998年5月4日，时任中国共产党中央委员会总书记的江泽民在庆祝北京大学建校一百周年大会上提出：“为了实现现代化，我国要有若干所具有世界先进水平的一流大学。”由此，教育部决定在实施《面向21世纪教育振兴行动计划》中，重点支持国内部分高校创建世界一流大学和高水平大学，并以江泽民总书记在北京大学100周年校庆的讲话时间（1998年5月）命名为“985工程”。
“985工程”一期初定10所高校名额，除北京大学、清华大学、浙江大学、南京大学、复旦大学、上海交通大学、西安交通大学、中國科學技術大學、哈尔滨工业大学等9所高校外，还预留1个名额可以考虑的合并方案有原武汉大学和原华中理工大学合并，南开大学和天津大学合并，但最终因校友反对等因素而未能合并。此后，这9所高校组成了九校联盟，简称C9。
2004年，根据国务院批转教育部《2003—2007年教育振兴行动计划》，教育部、财政部印发《教育部、财政部关于继续实施“985工程”建设项目的意见》，启动了“985工程”二期建设。2010年，根据中共中央国务院印发《国家中长期教育改革和发展规划纲要（2010—2020年）》，教育部、财政部印发《教育部、财政部关于加快推进世界一流大学和高水平大学建设的意见》，“985工程”第三期建设开始实施，至此有39所大學入選985。
从2007年至2014年，教育部每年都会在工作要点中提及“985工程”和“211工程”。2011年3月，教育部部长袁贵仁在列席全国政协十一届四次会议教育界别联组会时表示，“985”、“211”已经关上大门，不会再有新的学校加入这个行列。此后，教育部表示“985”工程不会再新增高校，並引入其他計划，在部属211工程（非985工程）高校实施“985工程优势学科创新平台”。因此特色学科也常被俗称为“小985”、“特色985”或“985工程优势学科创新平台”，尽管实际上并不属于“985工程”。2013年最后一期985工程到期后拨款停止。
2014年后，中华人民共和国教育部开始逐渐淡化985工程与211工程，拨款开始向高水平学科倾斜。有985高校校长在讲话中称211工程已自2013年底停止拨款。自2015年起的教育部工作要点中已不见“985工程”和“211工程”。
2015年8月18日，中共中央总书记习近平主持中央全面深化改革领导小组会议，审议通过《统筹推进世界一流大学和一流学科建设总体方案》；10月24日，国务院印发《统筹推进世界一流大学和一流学科建设总体方案》；对新时期高等教育重点建设做出新部署，将“211工程”“985工程”及“优势学科创新平台”等重点建设项目统一纳入世界一流大学和一流学科（“双一流”）建设；同年11月，由国务院印发，决定统筹推进建设世界一流大学和一流学科（“双一流”建设）。
2016年6月，中华人民共和国教育部公布了《国务院学位委员会、国家语委关于宣布失效一批规范性文件的通知》（教政法〔2016〕12号），宣布《“985工程”建设实施管理办法》《“211工程”建设实施管理办法》等一批规范性文件失效，已失效的规范性文件不再作为行政管理的依据，这被视为是985工程和211工程实质上的终结。
2017年9月，“双一流”名单正式公布，原985工程正式被纳入世界一流大学和一流学科建设计划中。39所原985高校被分别划入“一流大学建设高校A类”（36所）与“一流大学建设高校B类”（3所）。

## 列表
“985工程”重点建设的高校，共有39所（所有高校也均属于“211工程”院校）：

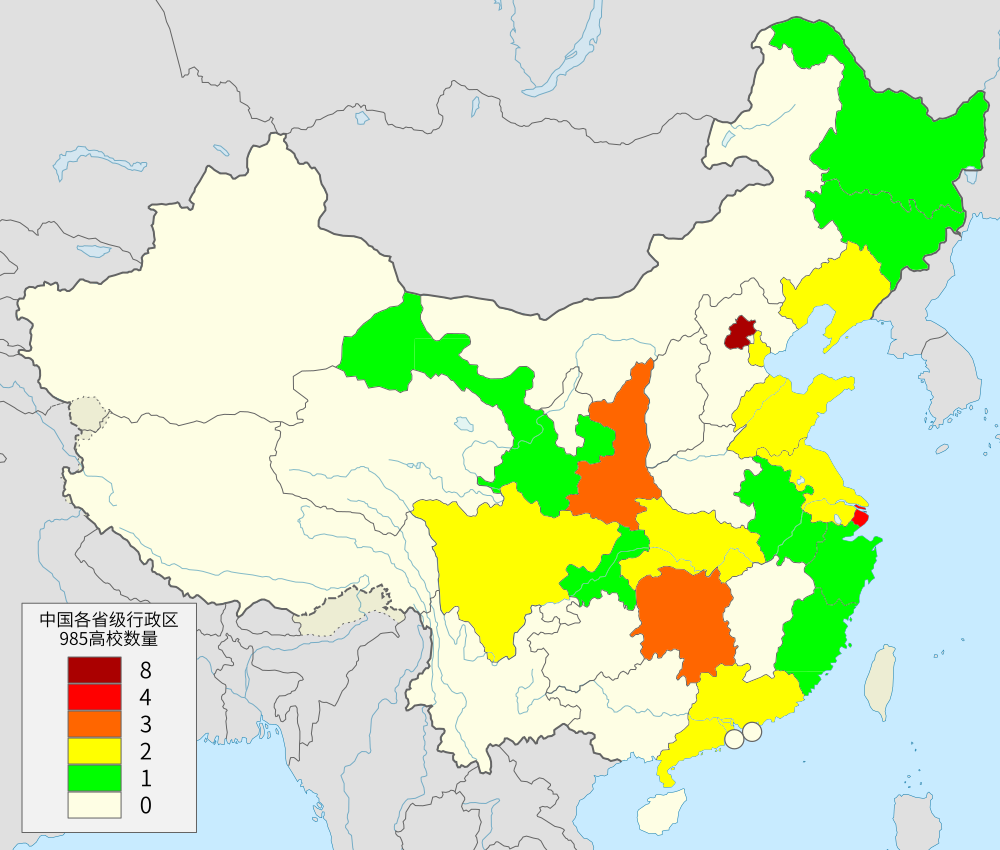
各省985學校數量

| 名称                       | 签约时间 | 所在省區 | 所属部门           | 軟科中國大學排名 | QS世界大學排名 | THE世界大學排名 |
| -------------------------- | -------- | -------- | ------------------ | ---------------- | -------------- | --------------- |
| 北京大学                   | 1999年   | 北京市   | 教育部             | 2                | 18             | 16              |
| 中国人民大学               | 2003年   | 北京市   | 教育部             | 19               | 601-650        | 501-600         |
| 清华大学                   | 1999年   | 北京市   | 教育部             | 1                | 17             | 30              |
| 北京航空航天大学           | 2001年   | 北京市   | 工业和信息化部     | 13               | 383            | 601-800         |
| 北京理工大学               | 2000年   | 北京市   | 工业和信息化部     | 20               | 373            | 601-800         |
| 中国农业大学               | 2004年   | 北京市   | 教育部             | 30               | 601-650        | 601-800         |
| 北京师范大学               | 2002年   | 北京市   | 教育部             | 14               | 270            | 未入選          |
| 中央民族大学               | 2004年   | 北京市   | 国家民族事务委员会 | 91               | 未入選         | 未入選          |
| 南开大学                   | 2000年   | 天津市   | 教育部             | 19               | 358            | 未入選          |
| 天津大学                   | 2000年   | 天津市   | 教育部             | 21               | 334            | 501-600         |
| 大连理工大学               | 2001年   | 辽宁省   | 教育部             | 27               | 571-580        | 601-800         |
| 东北大学                   | 2002年   | 辽宁省   | 教育部             | 37               | 未入選         | 801-1000        |
| 吉林大学                   | 2001年   | 吉林省   | 教育部             | 24               | 501-510        | 未入選          |
| 哈尔滨工业大学             | 1999年   | 黑龙江省 | 工业和信息化部     | 12               | 236            | 501-600         |
| 复旦大学                   | 1999年   | 上海市   | 教育部             | 6                | 31             | 116             |
| 同济大学                   | 2002年   | 上海市   | 教育部             | 15               | 211            | 401-500         |
| 上海交通大学               | 1999年   | 上海市   | 教育部             | 4                | 50             | 188             |
| 华东师范大学               | 2006年   | 上海市   | 教育部             | 29               | 531-540        | 501-600         |
| 南京大学                   | 1999年   | 江苏省   | 教育部             | 5                | 131            | 169             |
| 东南大学                   | 2001年   | 江苏省   | 教育部             | 17               | 465            | 501-600         |
| 浙江大学                   | 1999年   | 浙江省   | 教育部             | 3                | 45             | 101             |
| 中国科学技术大学           | 1999年   | 安徽省   | 中国科学院         | 6                | 98             | 132             |
| 厦门大学                   | 2001年   | 福建省   | 教育部             | 22               | 432            | 401-500         |
| 山东大学                   | 2001年   | 山东省   | 教育部             | 24               | 403            | 501-600         |
| 中国海洋大学               | 2001年   | 山东省   | 教育部             | 60               | 未入選         | 801-1000        |
| 武汉大学                   | 2001年   | 湖北省   | 教育部             | 9                | 225            | 157             |
| 华中科技大学               | 2001年   | 湖北省   | 教育部             | 8                | 334            | 401-500         |
| 湖南大学                   | 2001年   | 湖南省   | 教育部             | 31               | 571-580        | 601-800         |
| 中南大学                   | 2001年   | 湖南省   | 教育部             | 26               | 521-530        | 601-800         |
| 中国人民解放军国防科技大学 | 2006年   | 湖南省   | 中央军事委員會     | 不適用           | 不適用         | 不適用          |
| 中山大学                   | 2001年   | 广东省   | 教育部             | 12               | 260            | 351-400         |
| 华南理工大学               | 2001年   | 广东省   | 教育部             | 25               | 407            | 501-600         |
| 四川大学                   | 2001年   | 四川省   | 教育部             | 16               | 451            | 601-800         |
| 电子科技大学               | 2001年   | 四川省   | 教育部             | 32               | 591-600        | 801-1000        |
| 重庆大学                   | 2001年   | 重庆市   | 教育部             | 34               | 651-700        | 801-1000        |
| 西安交通大学               | 1999年   | 陕西省   | 教育部             | 11               | 290            | 501-600         |
| 西北工业大学               | 2002年   | 陕西省   | 工业和信息化部     | 29               | 541-550        | 601-800         |
| 西北农林科技大学           | 2004年   | 陕西省   | 教育部             | 86               | 未入選         | 801-1000        |
| 兰州大学                   | 2001年   | 甘肃省   | 教育部             | 40               | 751-800        | 未入選          |

## 評價與爭議
985工程對於中國大陸大學的整體實力發展有顯著的作用，一批優秀大学的科研实力和国际影响力显著提高，提升了高等教育的水準，但与此同时，大學經費、優秀師資、課題項目資源向985工程學校集中，一些原本實力不錯的大學或學科，因沒有入選而出現“招生难”、“师资引进难”、“校园建设、课题经费申请难”的问题。
選擇大學進入985工程時，摻雜了許多非學術因素，如為了地區平衡、民族政策、行業照顧政策等。再者，985工程不再增加新的學校，也不淘汰不合格的學校，造成身份的固化，對高校之間的競爭和績效意識造成危害。